# Paula Almerares
Paula Almerares (La Plata, 25 giugno 1970) è un soprano argentino.

## Biografia
Paula Almerares è figlia di Héctor Almerares e Leonor Baldasari. Ha studiato con la apprezzata soprano Myrtha Garbarini e con Janine Reiss a Parigi.
Ha debuttato nel 1991 nel Teatro Argentino di La Plata nell'opera "Romeo e Giulietta" di Gounod, dove ha anche interpretato Musetta/Mimì nella "Bohème" di Puccini. Nel 1993 ha avuto luogo il suo grande debutto nel Teatro Colón accanto ad Alfredo Kraus nelle "Racconti di Hoffmann". In Europa ha debuttato in 1995 al Teatro La Fenice di Venezia con "Orfeo ed Euridice" e nel Festival di Galizia con "La Scala di Seta". È intervenuta anche nel Festival d'Estate nel Teatro Greco di Epitauro, ha cantato la Nona Sinfonia di Beethoven nel Teatro Colón sotto la direzione di Zubin Mehta. Si è esibita alla Metropolitan Opera di New York con Il barbiere di Siviglia diretto da Ivs Abel e Bruno Campanella. Reinauguró il Teatro Avenida di Buenos Aires accanto a Plácido Domingo. Ha cantato con la London Symphony Orchestra in "Le martire de Saint Sebastien" di Debussy, diretta da Michael Tilson Thomas.
Ha continuato la sua carriera ininterrottamente con le seguenti opere: Nina nell'opera "Chérubin" di Jules Massenet al Teatro Lirico di Cagliari, "Fiorilla" ne Il turco in Italia all'Opera di Roma e "Romeo e Giulietta" nel Teatro Argentino di La Plata. "La Traviata"; Le storie di Hoffman; Turandot (interpretando il personaggio di Liu) nel Luna Park di Buenos Aires e nel Grande Auditorium del Messico D.F; "La Gazza Ladra", al Teatro Comunale di Bologna; "Lucia di Lammermoor" e la Sinfonia n.º8 di Mahler nel Teatro Argentino di La Plata e "Lucia di Lammermoor" in Uruguay con grande successo. È stata premiata per il suo lavoro in "Giulio Cesare" di Haendel nel Teatro Argentino, ricevendo le migliori critiche nazionali e internazionali, accanto all'insegnante Facundo Agudin e in Manon di Massenet nel Teatro Colón di Buenos Aires accanto al grande insegnante Philippe Auguin, con grande successo e apprezzamento da parte del pubblico e della critica specializzata dopo essere stata scelta per realizzare la pre-apertura del Teatro Colón di Buenos Aires con la "Nona Sinfonia" di Beethoven. È stata protagonista nel Faust di Gounod nel Teatro Argentino, Falstaff di Verdi nel Teatro Colón di Buenos Aires come chiusura di stagione 2010.
Ha cantato con l'Orchestra Sinfónica Nazionale (Argentina) la Messa Tango di Bacalov e la Nona Sinfonia di Beethoven con il Maestro Pedro Ignacio Calderón. È spesso invitata da Claudio Scimone con il quale realizza tour per tutta Europa con opere di Mozart, Haendel, Albinoni, Mercadante, e altri. Si è esibita nei teatri Regio di Torino, San Carlo di Napoli, Filarmonico di Verona, Ville di Marseille, Carlo Felice di Genova, Verdi di Trieste, Massimo di Palermo; Opera di Washington e Pittsburgh, Opera di Cagliari, Opera di Roma. È stata diretta, tra gli altri, dai maestri Julius Rudel, Lorin Maazel, Daniel Oren, Michael Tilson Thomas, Neville Marriner, Claudio Scimone, Romano Gandolfi, Giuliano Carella, Maurizio Sabbia, Nello Santi, Reinald Giovaninetti, Stanislaw Skrowaczewski, E. Villaume, Reinaldo Censabella, Mario Perusso, Enrique Ricci, Donato Renzetti, Pedro I. Calderón, Claudio Simón. Ha cantato le quattro ultime canzoni di Strauss sotto la direzione del Maestro Isaac Karabatchevsky nel Teatro Municipale di Rio di Janeiro e nell'Auditorium di San Paolo. Ha interpretato Desdémona nell'Opera "Otello" nel Teatro Municipal di Córdoba e nel Teatro Argentino di La Plata.
Nel 2015 è stata protagonista nel Teatro Colón delle Opere Falstaff e dell'Elisir d'Amore e ha partecipato ad un recital inedito accanto a Karin Lechner che è valso il riconoscimento della critica specializzata più rinomata. Ha interpretato l'opera Stava la Madre di Luis Bacalov nel Centro Culturale Néstor Kirchner. Ha partecipato al Galà della Lìrica 2015 del Teatro del Libertador di Córdoba, ha cantato accanto all'Orchestra Scuola di Florencio Varela per il giorno internazionale dei diritti del Bambino e ha fatto parte degli attori-musicisti dell'opera Chopin e Schumann, l'incontro, ideato e realizzato da Rubén Darío Martínez nella Commedia della Provincia di Buenos Aires.
Ha cominciato il 2016 come invitata speciale per il Galà del 130º Anniversario del Teatro Municipale Coliseo Podestá e nel Teatro Colón come Donna Anna nell'Opera Don Giovanni e successivamente ha partecipato al Galà della Lirica della Fondazione Teatro Colón a Buenos Aires nel Salón Dorato del Teatro Colón. Ha interpretato la Quarta Sinfonia di Gustav Mahler sotto la direzione di Isaac Karabatchevsky nella Sala Sao Paulo in Brasile ed è stata la invitata speciale alla riapertura del Teatro Coliseo Podestá in occasione della festa nazionale del 25 maggio. Si è esibita in un recital nel Teatro il Sodre di Montevideo e ha cantato The Four Last Songs di Strauss accanto alla Filarmónica del Teatro Colón nell'Officina dell'Arte.
Ha concluso il 2016 con il Requiem di Mozart nel Centro Culturale Kirchner e un concerto lirico nell'anfiteatro Eva Perón nel Parco del Centenario con la Banda Sinfónica della Città di Buenos Aires. Nel 2017 ha cantato il ruolo principale in Suor Angelica e Pagliacci al Teatro el Círculo di Rosario, ha partecipato al Terzo Festival di musica classica al Ciudad Cultural Konex di Buenos Aires in occasione del 190º anniversario della morte di Ludwig van Beethoven.
Ha partecipato a una serie di concerti in diverse parti della città di Buenos Aires, diretta da Angel Mahler (ministro della cultura) con la Banda sinfonica della città di Buenos Aires partecipando all'inaugurazione dell'Anfiteatro di Villa Mercedes accanto alle grandi figure della musica argentina. È stata descritta come un rappresentante della lirica nazionale e internazionale dal presidente della Argentina Mauricio Macri.
Nel corso del 2018 Paula Almerares ha presentato al teatro Colón di Buenos Aires la rappresentazione di Romeo e Giulietta, Pagliacci (Nedda) e altre Opere. Al termine dello stesso anno ha impersonato Nedda ne Pagliacci di Leoncavallo nell'Anfiteatro di Rosario, con grande successo, più di 5000 persone di pubblico, e commenti entusiasti da parte della critica.

## Repertorio
- Les contes de Hoffmann - Antonia - (J.Offenbach)
- Carmen - Micaela -  (G.Bizet)
- Louise – Louise - (G.Charpener)
- Manon - Manon - ( J. Massenet)
- Thaïs – Thaïs - (J.Massenet)
- Faust - Marguerite - (Ch.Gounod)
- Romeo e Giulietta - Giulietta (Ch.Gounod)
- Benvenuto Cellini - Teresa - (H.Berlioz)
- I Capuleti e I Montecchi – Giulietta - (V.Bellini)
- Il viaggio a Reims - Corina - (G.Rossini)
- L'elisir d'amore - Adina - (G.Donizetti)
- Don Pasquale - Norina - (G.Donizetti)
- Luisa Miller - Luisa - (G.Verdi)
- Il corsaro – Medora - (G. Verdi)
- La Traviata -  Viole a Valery - (G.Verdi)
- Otello - Desdemona - (G.Verdi)
- Falstaff - Alice - (G.Verdi)
- Simón Boccanegra -  Amelia - (G.Verdi)
- La Rondine - Magda - G.Puccini)
- La Boheme- Mimi - Musetta (G.Puccini)
- Turandot - Liu - (G.Puccini)
- Suor Angelica - Suor Angelica - (G. Puccini)
- I Pagliacci  – Nedda   - ( R. Leoncavallo)

Numerose opere da camera e sinfoniche corali l'hanno avuta come protagonista:
- Le Martire di Saint.Sebastien (Debussy),
- Messa n.º 5 (Schubert),
- Gloria (Poulenc),
- Requiem Tedesco (Brahms),
- Oratorio di Pasqua (Bach),
- The Alexander's Festd (Haendel),
- Combattimento di Tancredi e Clorinda (Monteverdi),
- Stabat Mater (Rossini),
- Stabat Mater (Pergolesi),
- Laude per la Nativita' del Signore e Maria Egipziaca (Respighi),
- Exsultate, Jubilate (Mozart),
- Requiem (Mozart),
- Valzer d'Amore (Brahms),
- Sinfonia n.9 (Beethoven),
- Sinfonia N.4 (Gustav Mahler),
- Sinfonia N.8 (Gustav Mahler),
- Las Bachianas Brazileiras (Villa-Lobos),
- The Four Last Songs of (Richard Strauss).

## Premi e riconoscimenti
- Diploma al Merito dei Premi Konex come una delle 5 migliori cantanti femminili del decennio in Argentina.
- Traviata 2000 (Pittsburgh), Stati Uniti
- Il Consiglio Provinciale di La Plata la ha nominata Cittadina Illustre
- Le è stato conferito dall'Associazione Critici Argentini il premio come migliore cantante nazionale, nel 2006.
- La Città di La Plata La ha indicata come cittadina illustre per il suo egregio lavoro in detta comunità, il paese e i vari centri culturali al mondo che hanno conosciuto le sue doti di cantante.
- Migliore disco di musica classica nei Premio Gardel per "Poema Fluviale" di (Jacobo Ficher), nel quale ha partecipato come solista accanto all'Orchestra Sinfónica di Entre Ríos.
- Premio Liceo Baccarelli 2016.  Concerto: 4ª Sinfonia di Gustav Mahler sotto la direzione del Maestro Isaac Karabatchevsky nella Sala Sao Paulo in Brasile.
- Nel 2018 viene nominata Membro d'Onore del "United Nations oficial the Arts", dal Presidente dell'International Artist Council di Buenos Aires.

## Discografia
- Giulietta e Romeo (Nicola Vaccaj) Tiziano Severini
- I venticinque anni del Quartetto di Corde Almerares modificato da Rivista Classica di Buenos Aires.
- Orfeo & Euridice (Christoph Willibald Gluck)
- Piedade  (João Guilherme Ripper)
- Poema Fluviale (Gilardi, Ficher, Ginastera) "Migliore disco di Musica Classica 2014" Premio Gardel